# Ghiacciaio Defant
Il ghiacciaio Defant (in inglese Defant Glacier) è un ghiacciaio lungo circa 30 km e largo circa 3,5, situato sulla costa di Black, nella parte orientale della Terra di Palmer, in Antartide. Il ghiacciaio, il cui punto più alto si trova a circa 620 m s.l.m., fluisce in direzione est-sud-est, nella parte sudorientale della catena dei monti Du Toit, fino ad entrare nella parte occidentale dell'insenatura di Violante, andando così ad alimentare la piattaforma glaciale Larsen D.

## Storia
Il ghiacciaio Defant fu scoperto e fotografato durante una ricognizione aerea effettuata nel 1940 da alcuni membri del Programma Antartico degli Stati Uniti d'America. Nel 1947 il ghiacciaio fu nuovamente fotografato da membri della Spedizione antartica di ricerca Ronne, comandata da Finn Rønne, i quali, assieme a membri del British Antarctic Survey, che all'epoca si chiamava ancora Falkland Islands and Dependencies Survey (FIDS), ne realizzarono una mappatura completa. Proprio il FIDS battezzò poi la formazione con il suo attuale nome in onore dell'oceanografo e meteorologo austriaco Albert Defant, professore di oceanografia alla Friedrich-Wilhelms-Universität, oggi Università Humboldt, di Berlino e direttore dell'Istituto e museo di scienze marine (Institut and Museum für Meereskunde) della stessa città dal 1926 al 1945.